# 联合国天津气候变化大会
联合国天津气候变化大会，包括《联合国气候变化框架公约》长期合作行动特设工作组第12次会议和《京都议定书》附件一缔约方进一步承诺特设工作组第14次会议两部分，也称“联合国气候变化天津谈判”或“天津气候谈判峰会”。会议于2010年10月4日至9日在中国天津举行，会议地点为天津梅江会展中心，是中国首次承办《联合国气候变化框架公约》和《京都议定书》下的气候变化谈判会议，预计届时将有来自190多个联合国气候变化框架公约缔约国的4000多名代表参加此次谈判会议。

## 会议背景

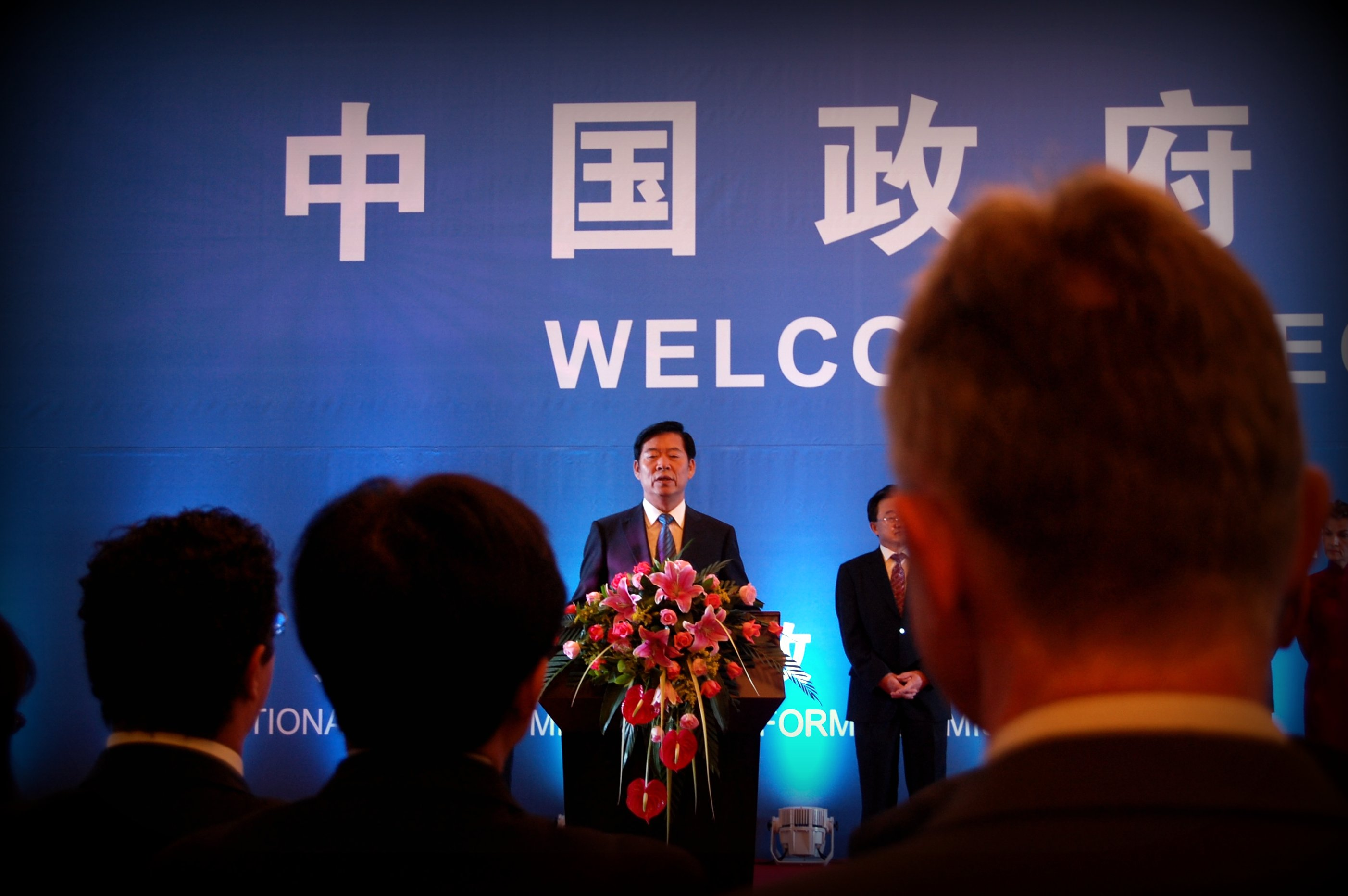
中国政府在天津谈判举行的欢迎仪式

中国认为主动承办联合国此轮气候变化谈判会议，体现了中国是气候变化谈判中负责任和具有建设性的一方。目前，中国方面为联合国气候变化“天津谈判”服务的所有硬件和软件设施准备工作都已基本就绪，中方表示将做好东道主，为谈判提供良好环境和优质服务，同时也期待这次主办的气候变化“天津谈判”能为2010年底将于墨西哥坎昆举行的2010年联合国气候变化大会有所贡献。

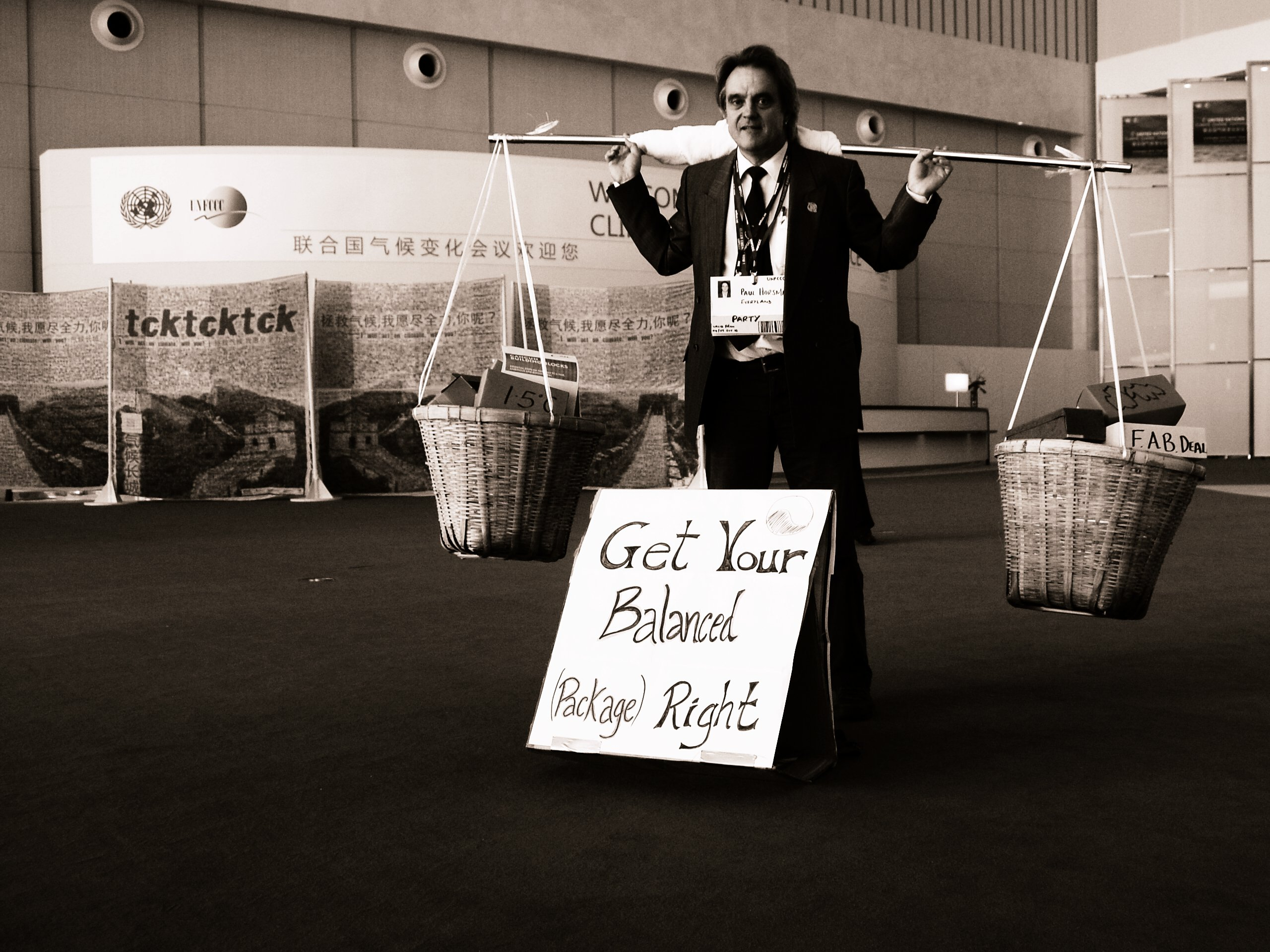
天津谈判会场的倡议活动

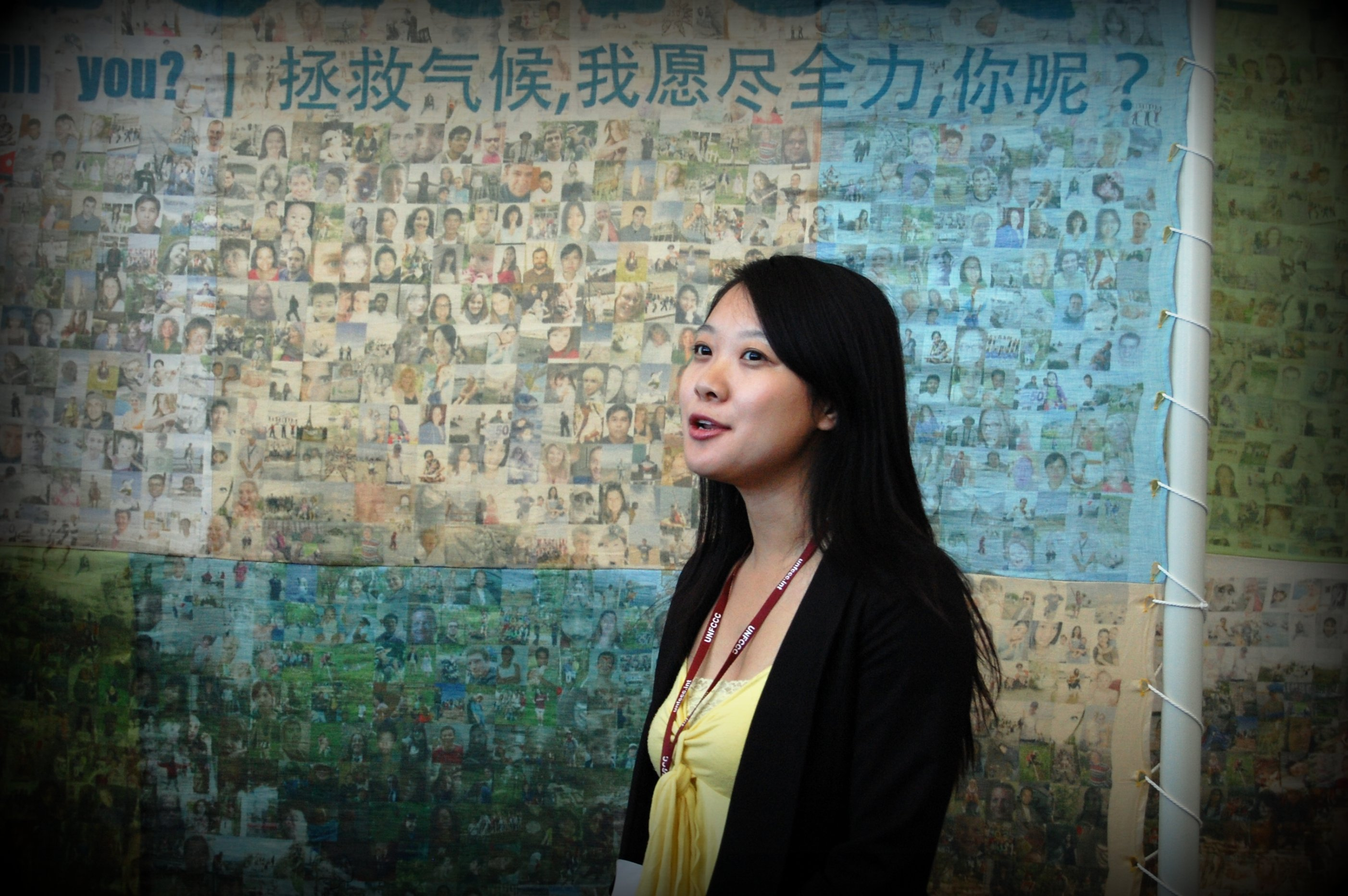
天津谈判的倡议者发言

## 筹备情况
为承办此次联合国气候变化框架公约和京都议定书工作组会议，天津市人民政府专门成立了联合国气候变化框架公约和京都议定书工作组会议筹备协调委员会。为了节俭、绿色办会，主办方将对天津梅江会展中心为2010年夏季达沃斯论坛而搭建会场进行适当调整，更换标志在气候峰会上继续用。同时，气候会议举办期间，天津市全市行政区域为临时空中限制区，天津市公安机关届时将禁止小型航空器具和空飘物在市域内起降、飞行。

## 各方意见
- 联合国呼吁各方采取措施应对气候变化可能产生的影响[6]。
- 联合国最高气候官员克里斯蒂安娜·菲格雷斯（Christiana Figueres）表示，中国举办此轮会议，就是为了推进国际气候谈判的。发达国家必须担当起气候谈判的领导者，不希望中国做出让步，也不期待任何国家做出让步。[7]
- 中华人民共和国外交部气候变化谈判特别代表黄惠康表示，发达国家应当承担起温室气体减排的历史责任、法律责任和道义责任；发展中国家坚决反对和抵制个别发达国家回避责任、转移焦点和转嫁责任。[8]
- 中华人民共和国国家发展和改革委员会气候变化司国际政策与谈判处处长李高表示，“天津气候峰会”要达成什么成果是190多个缔约方共同努力的结果[9]，中国将显示“高姿态”，对非原则问题作出合理让步，坚持发达国家要承担技术转让的义务，建立公正合理应对气候变化的国际制度，实现碳排放空间的公平分配[10]。
- 德国前联邦环境部长托弗（Klaus Toepfer）表示，不指望谈判能达成统一的协议[11]。

## 花絮
- 10月3日，由绿色和平组织策划，3名与会人士佩戴潜水镜、身穿蛙人服，出现在本次会议的主会场天津梅江会展中心。其中一位蛙人表示，每一天都是各国谈判代表作出这个选择的机会，而每迟疑一天，人类就离深渊更近了一步。[12]